# Hieronymus Bock
Hieronymus Bock Tragus (1498 – Hornbach, 21 febbraio 1554) è stato un botanico tedesco.
Con Otto Brunfels (1488-1534), Leonhart Fuchs (1501-1566) e Valerio Cordo (1515-1544), è considerato uno dei padri della botanica tedesca.

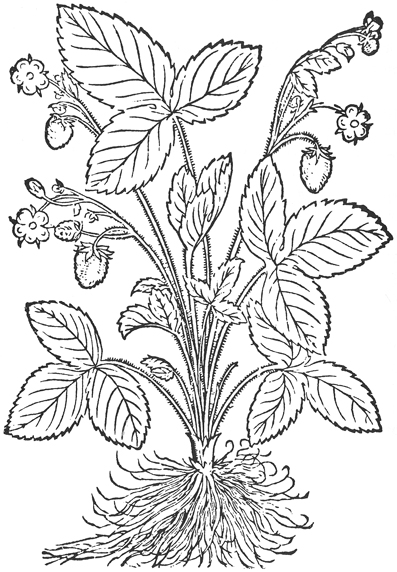
Pianta di fragola dal Kreütter Büch di Bock

Destinato a diventare monaco dai suoi genitori, arrivò a convincerli che non era fatto per questa vita. Grazie all'appoggio del conte Luigi II del Palatinato-Zweibrücken, Hieronymus poté seguire i corsi di teologia e di medicina all'università e ottenere un posto di professore a Zweibrücken. Con l'incarico di botanico presso il giardino del conte. Alla morte del conte Ludwig, tornò a Hornbach dove divenne pastore luterano e medico della comunità pur proseguendo le sue ricerche in botanica.
La sua opera più importante è New Kreütter Büch che venne pubblicata a Strasburgo nel 1539. La prima edizione non era illustrata, ma le seguenti furono completate da 165 stampe su legno. Le stampe originali furono opera di David Kandel (1520-1592), altre ristampe portano estratti di Otto Brunfels e Leonhart Fuchs. In questa opera si trova una descrizione originale di piante in lingua tedesca. Anche se non molto lunghe, l'autore tenta di fornire informazione utili al loro riconoscimento. Primo dopo Teofrasto, tenta di descrivere 800 vegetali, rinunciando a una classificazione alfabetica, elencando le essenze secondo il fatto che fossero coltivabili o meno, questo sia per alberi, arbusti o erbe. Il libro porta come prima pianta descritta l'ortica, fatto non comune e rivoluzionario per questo tipo di testi del tempo. Questo libro conobbe un immenso successo con più di dieci edizioni in un secolo.